# Pteromalus antheraecola
Pteromalus antheraecola is een vliesvleugelig insect uit de familie Pteromalidae. De wetenschappelijke naam is voor het eerst geldig gepubliceerd in 1860 door Amerling & Kirchner.